# Steyr
Steyr este un oraș din Austria. Este al treilea după mărime din regiunea Austria Superioarăși al doisprăzecelea din țară. Orașul se găsește la confluența râurilor Enns și Steyr. Aici află administrația districtului Steyr-Land. Se află la o altitudine de 310 m deasupra nivelului mării. Are o suprafață de 26,56 km². Populația este de 38.034 locuitori, determinată în 1 ianuarie 2024.
Se află pe confluența râurilor  Enns și Steyr.

## Politică
Consiliul local este format din 36 de membri, alegerile din 2021 arată următoarele rezultate:
•SPO-17 locuri
•FPO-7 locuri 
•OVO-6 locuri
•GRUNE-3 locuri
•NEOS-1 loc
•MFG-2 locuri

Primarul orașului este Markus Vogl (OVP).

## Economie
Steyr are o industrie de automobile
, mai multe companii sau stabilit în Steyr. 
Cele mai mari și importante sunt:
•Bmw
•Gfm Steyr GmbH 
•Man
•Nke Austria GmbH
•Profactor
•SKF
•Steyr Motors
Piața:
Există un târg zilnic în piața orașului, precum există și un Market săptămânal.
În timpul Crăciunului, există și un târg de Crăciun unde se vând diferite produse.

## Geografie
Steyr se află în regiunea Traunviertel din Austria superioară.
Aici râurile Steyr și Enns traversează orașul și se întălnesc în apropierea centrului, sub castelul Lemberg și biserica Sfântul Mihail.
Locația aceasta a făcut ca orașul sa fie inundat sever de secole până în prezent. Cel mai rău caz s-a întâmplat recent, în August 2002.
În sudul orașului o serie de dealuri care urcă în altitudine,
până în prealpii Austriei superioară.
În nordul orașului dealurile coboară până în confluența dintre Enns și Dunăre, unde orașul Enns este situat.
Orașul este o comunitate, deci prezintă următoarele localități componente: Christkindl, Hinterberg,Fohrenschacerl,Gleink,
Jägerberg,Sarning,Stein și Steyr.

## Demografie
Steyr este un oraș cu o structură demografică interesantă.
În 2024, 38034 de locuitori au fost înregistrați.
Cele mai mari grupuri de locuitori străini vin din țările:
•Bosnia și Herzegovina-1.524
•Turcia-839
•Germania-580
•Croația-385
•Slovakia-334
Peste ani, populația orașului sa schimbat de la 16000 în 1869 la 38000 în prezent:
•1869-16593,  =
•1880-21054,  +26,9%
•1890-26139,  +24,2%
•1900-22272,  -14,8%
•1923-27200,  +22,5%
•1934-25351,  -6,8%
•1939-31017,  +22,4%
•1951-36818,  +18,7%
•1961-38306,  +4,0%
•1971-40822,  +6,6%
•1981-38924,  -4,6%
•1991-39337,  +1,0%
•2001-39340,  +0,0%
•2011-38313,  -2,6%
•2021-37952,  -0,9%
•2024-38034,  +0,2%

## Istorie
Primi oameni care au locuit zona erau Celți acum în jur de 600 îhr, numele râului  Stiria este de origine Celtică.
Regatul Noricum a devenit o parte din Imperiul Roman, în anul 15 îhr.
O localitate numită Gesodunum a fost notată de geograful antic
Claudius Ptolemeu, care ar fi putut exista în regiunea Steyr.
Aici mina romană „strada fierului”
condusă de Mina Erzberg, care se află lângă râul Enns.
În secolul 6, Slavici s-au stabilit în zonă, dar când au fost învinși de Tassilo al 3-lea de Bavaria, care a dat terenul la abația Kremsmunster, în anul 777.
După asta, zona a fost locuită de bavarezi.
Când Invaziile maghiare în Europa erau în desfășurare, o cetate a fost construită lângă râul Steyr. Cetatea a fost menționată prima dată în 980 ca Styraburg.
Din 1055. Când castelul Steyr și regiunea erau conduse de Dinastia Okatar, Okatari controlau mina de fier din Erzberg, și-au construit locuința în Steyr, un centru de cultură Medievală și literatură germană.

Orașul Steyr și-a pierdut importanța ca o reședința ducală, dar și-a reținut titlul de un centru de minerit al fierului.
Dezvoltarea economică al orașului era promovată de conducătorii Babenburgului ca un centru de fierărie. În majoritate, industria armamentelor și a produceri cuțitelor.
În anul 1246, Steyr și Ducatul Austriei au fost cuceriți de către regele Okottar al 2-le-a de Boemia.
Și în final, ocupată de regele Habsburg Rudolf întâi al Germaniei, după victoria lui în 1278 la Bătălia de la Marchfeld.
Orașul a primit drepturi la Market în 1287 de către fiul lui Rhudolf, Alfred întâiul.
Orașul a beneficiat de poziția sa în Marketul de fier făcând comerț cu Republica Veneția și Sfântul Imperiu Roman.
În secolele 13 și 14, Steyr era un centru de una dintre mișcările creștine valdense, persecuțiile fiind conduse de clericul catolic Petrus Zwicker(decedat 1403).
Reforma protestantă s-a răspândit prin locuitori, dar care a fost opusă de conducătorii habsburgi în timpul contra reformelor.
Situația economică în Steyr sa schimbat în Războiul de treizeci de ani.
În acel timp comerțul cu fier sa prăbușit, când Austria superioară a fost dată la ducele Maximilian întâi al Bavariei.
În războiul țăranilor din Austria Superioară, a fost distrus castelul Styraburg într-un incendiu, castelul a fost înlocuit cu castelul baroc Lemberg.
În anul 1800, tratatul de pace numit armistițiul Steyr a fost semnat în Steyr. Tratatul era o înțelegere de pace între Republica Franceză și Sfântul Imperiu Roman.
Soldați francezi au ocupat orașul de mai multe ori dea lungul războaielor Napoleonice.
În 1934, orașul a devenit  un teren de luptă dintre forțele paramilitare social democrați și forțe militare creștine sociale în războiul civil austriac.
Asta a adus statul fascist federal austriac care a condus statul până în anul 1938. Când Austria a fost anexată de Germania Nazistă.
În Al Doilea Război Mondial,
Steyr a devenit o țintă pentru bombardamente de la forțele aliate, fiindcă era un centru de armamente pentru forțele fasciste.
Două misiuni pentru a distruge fabricile din oraș au fost efectuate de forțele aeriane Americane în 23 și 24 februarie 1944.
O mare parte din oraș a fost distrus, dar fabricile au continuat să funcționeze până în apropierea sfârșitului războiului.
În 9 mai, 1945, forțe sovietice și aliate sau întâlnit în Steyr pe podul peste râul Enns,
Trupele au rămas până în 1955, când Austria a declarat neutralitate.

## Personalități născute aici
- Günther Pfaff (1939 - 2020), sportiv la canoe sprint⁠(d);
- Erich Hackl (n. 1954), scriitor;
- Wilhelm Molterer (n. 1955), politician;
- Hannes Trinkl (n. 1968), sportivi la schi alpin.